# Guido Schuermans
Le 8 novembre 2005, Guido Schuermans est nommé médiateur fédéral néerlandophone de Belgique. Il est remplacé en novembre 2013 par Guido Herman.